# Пъпна връв
Пъпна връв (на латински: funiculus umbilicalis) се нарича анатомичната връв, свързваща ембриона с плацентата.
Това образувание е характерно само за емрбионалното развитие на плацентните бозайници. Много често като пъпна връв или пъп се нарича белега останал при човека и животните след прерязването ѝ при раждане.

## Устройство
Пъпната връв представлява два канала свързани успоредно от пихтиеста съединителна тъкан. Най-отвън те са обвити като ръкав от амниона. Единият от каналите се нарича ductus omphaloentericus. Функцията му е да провежда кръв от зародиша до плацентата, чрез два клона на arteria umbilicalis и посредством пъпните вени да я връща пречистена и обогатена с кислород и хранителни вещества до черния дроб на зародиша. Вторият канал се нарича урахус и представлява дръжката на алантоиса.

## Роля
Стените на пъпните артерии и вени са доста дебели, поради наличието на дебел слой от гладкомускулни клетки. Този факт е от съществено значение при раждането когато се прекъсва връвта. Гладкомускулните клетки бързо се контрахират и спират изтичането на кръв извън съда. Пъпната връв се скъсва при някои животни от тежестта на изпадащия плод при раждане. Други видове животни сами я прегризват, а при хората се прекъсва с помощта на хирургически инструменти.
Прегризването на пъпната връв при животните има съществено значение в отключването на майчиния инстинкт след раждане. Тя е богата на хормона окситоцин, който спомага за отделянето на мляко, което в първите часове е с високо съдържание на антитела и е с различен състав. Такова мляко се нарича коластра.

## Видови различия
- При човека пъпната връв се образува през третата седмица на бременността. Дължината ѝ при раждане е 50 – 52 см.
- При говедото пъпната връв е сравнително къса – 30 – 35 см.
- При коня поради намаленото количество на пихтиестата съединителна тъкан връвта се скъсва на 1 – 2 см. от кожата на плода.
- При кучето и котката дължината на пъпната връв е едва една трета от тази на плода.
- При свинята дължината ѝ е колкото на самия плод – около 25 см.